# Hørmested
Hørmested er en lille landsby i Hørmested Sogn nær Sindal i Hjørring Kommune i Region Nordjylland.
I landsbyen findes Hørmested Kirke.

## Sogn og administrative forhold
Hørmested Sogn hørte i 1800-tallet til Horns Herred i Hjørring Amt og var anneks til Tolne Sogn, men fungerede som egen sognekommune. Ved kommunalreformen i 1970 blev det en del af Sindal Kommune, der siden 2007 indgår i Hjørring Kommune.

## Historie og herregårde
Ca 1½ km sydvest for landsbyen findes den historiske herregård Høgholt, der blev til hovedgård omkring 1561 under Gregers Ulfstand. Området rummer flere historiske gårde og fæstegodser, fx *Nejst* og andre fra middelalderen.

## Landskab og kulturmiljø
Tislum Plantage, anlagt cirka 1919 som kommuneplantage, ligger 2 km syd for Hørmested.

## Økonomi og infrastruktur
Lokalt har aktiviteter som det tidligere **Hørmested Mejeri**, beliggende ved Hørmestedvej 231 øst-sydøst for Sindal, spillet en rolle i landsbyens hverdag. Mejeriet er dokumenteret i landbrugshistoriske udstillinger og online arkiver.